# Chuchelská stráň
Chuchelská stráň je přírodní památka poblíž obce Jeřišno v okrese Havlíčkův Brod v nadmořské výšce 386–405 metrů. Oblast spravuje Krajský úřad Kraje Vysočina. Důvodem ochrany je výskyt zachovalých, druhově bohatých teplomilných travinných společenstev sveřepových luk s mozaikou křovin na jižně orientované opukové stráni.

## Galerie

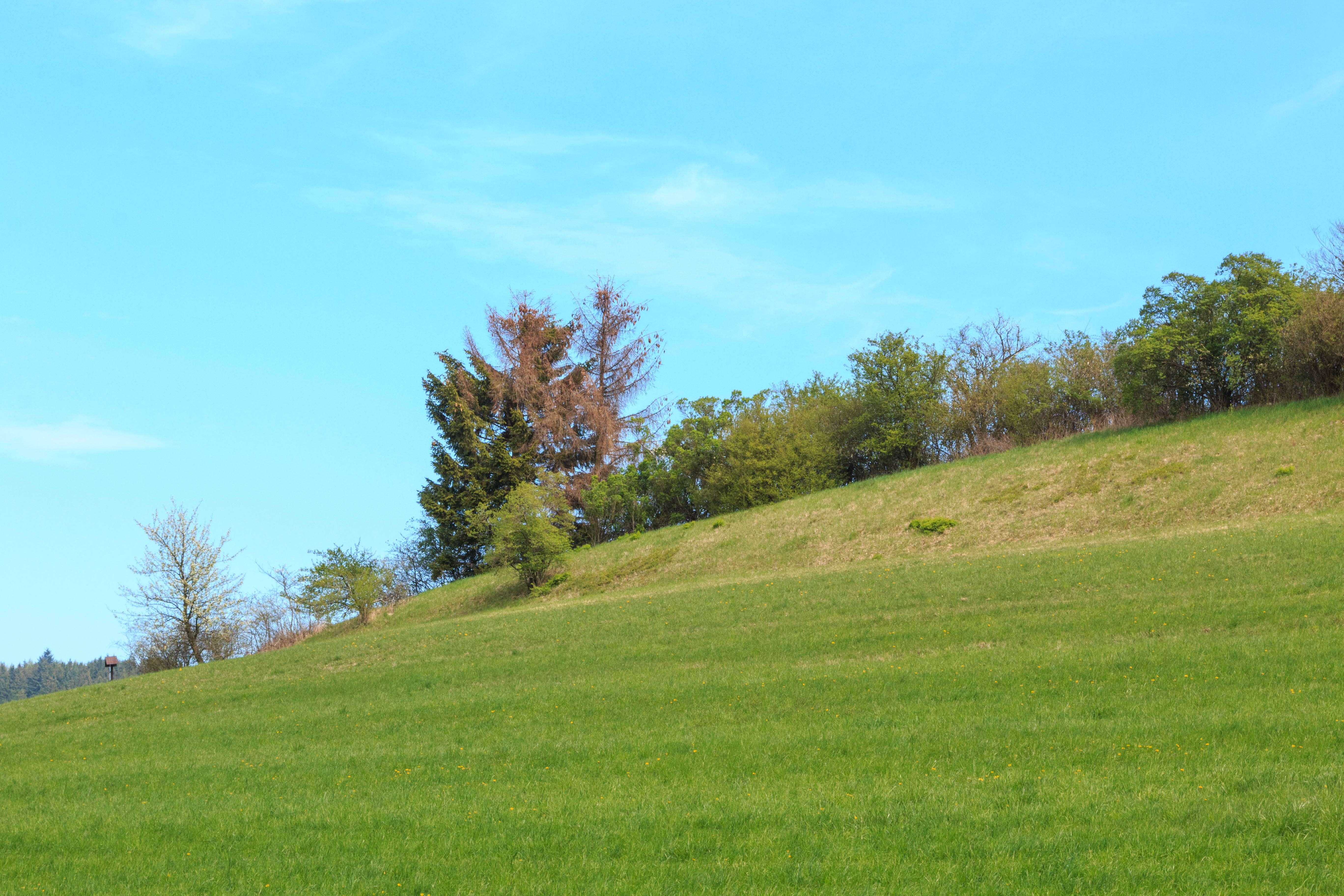
Přírodní památka Chuchelská stráň
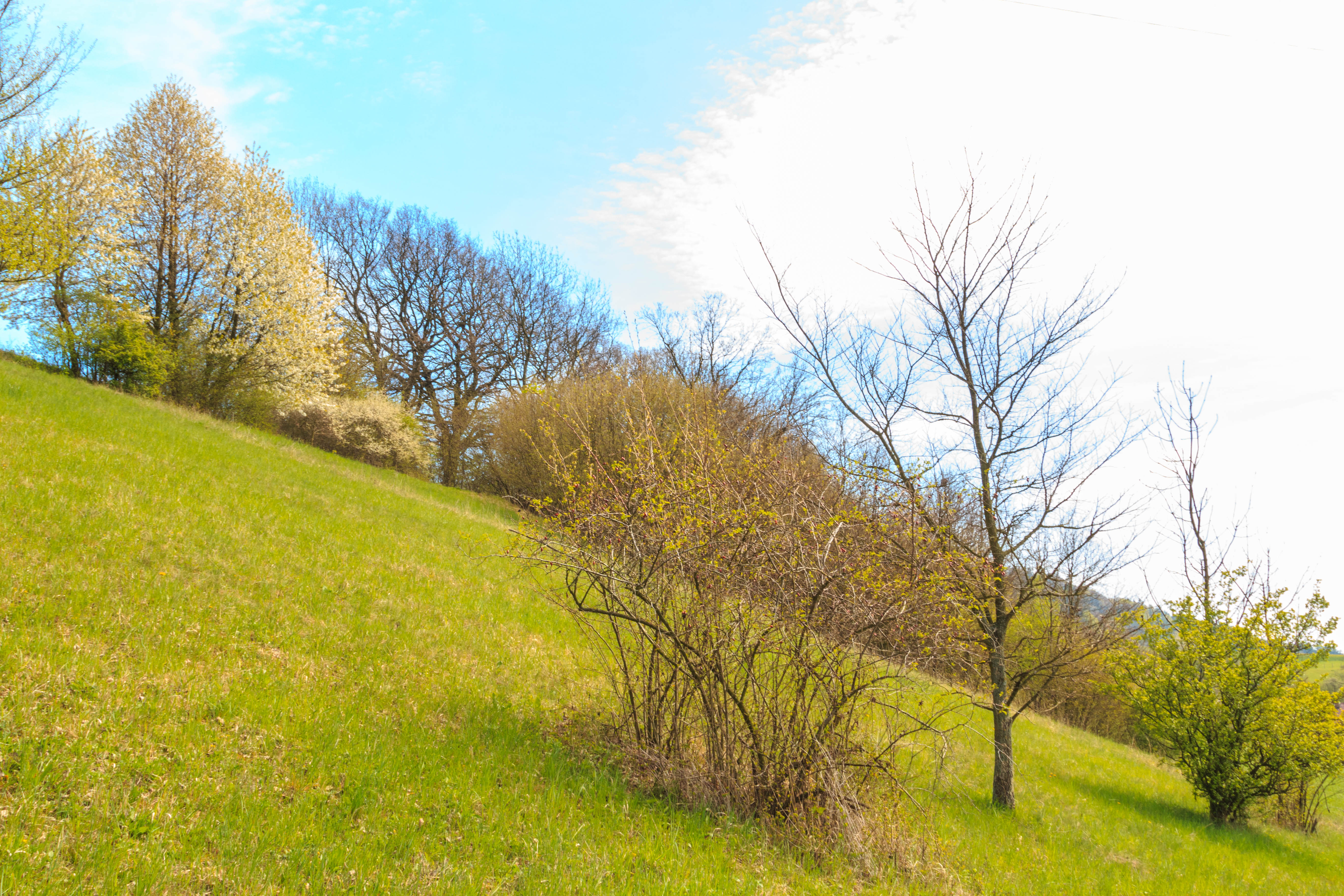
Přírodní památka Chuchelská stráň
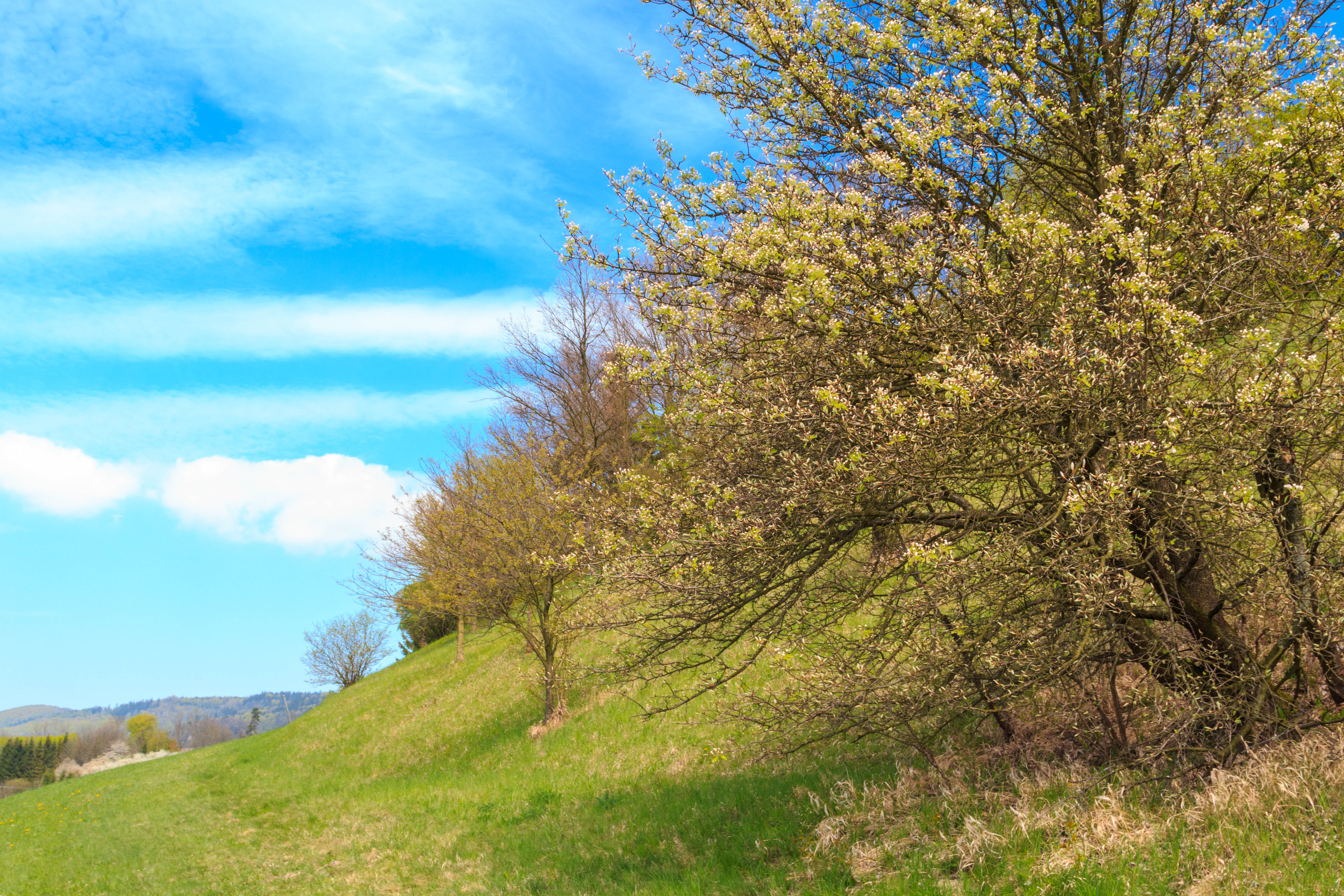
Přírodní památka Chuchelská stráň